# U Travel
«U Travel» — український спеціалізований телеканал про подорожі, створений спільно групами «Star Media» і «Film.UA Group».

## Про канал
Вперше про плани груп «Star Media» і «Film.UA Group» запустити спільний телеканал про подорожі Україною стало відомо влітку 2019 року. Однак, ліцезію на мовлення телеканалу Національна рада України з питань телебачення і радіомовлення видала через 2 роки ― у липні 2021 року.
Телеканал розпочав мовлення 17 серпня 2021 року.

## Програми каналу
- 7 чудес України
- Blog 360. Україна
- Visit Ukraine з Антоном Тараненком
- ВелоТревел
- Древо
- Карпатський вікенд
- Край пригод
- Метро
- Міста і містечка
- Моя земля
- Нагорні походеньки
- Незвідана Україна
- Ніна Україна
- Ніч у музеї
- «Однією правою» з Владом Хільченком
- Подорож без зворотнього квитка
- Подорожі з Орестом Зубом
- Подорожі Євгена Панюти
- Покалабанях
- СвоєРідне
- Україна на смак
- Хочу у відпустку